# Oscar Estupiñan
Oscar Estupiñan (Cali, 29 december 1996) is een Colombiaans voetballer die bij voorkeur als aanvaller speelt. Hij tekende in 2015 bij Once Caldas.

## Clubcarrière
Estupiñan is afkomstig uit de jeugd van Once Caldas. Op 16 mei 2015 debuteerde hij in de Colombiaanse competitie tegen Uniautónoma. Op 26 september 2015 volgde zijn eerste competitietreffer tegen Envigado. Estupiñan maakte één doelpunt in tien competitieduels in zijn eerste seizoen. Het seizoen erop maakte hij dertien treffers in vierendertig competitiewedstrijden.